# Lavigny (Vaud)
Lavigny es una comuna suiza del cantón de Vaud, situada en el distrito de Morges. Limita al norte con la comuna de Yens, al noreste con Saint-Prex, al este con Villars-sous-Yens, al sureste con Etoy, al suroeste con Aubonne y al oeste con Saint-Livres.
Hasta el 31 de diciembre de 2007 la comuna formó parte del círculo de Villars-sous-Yens.

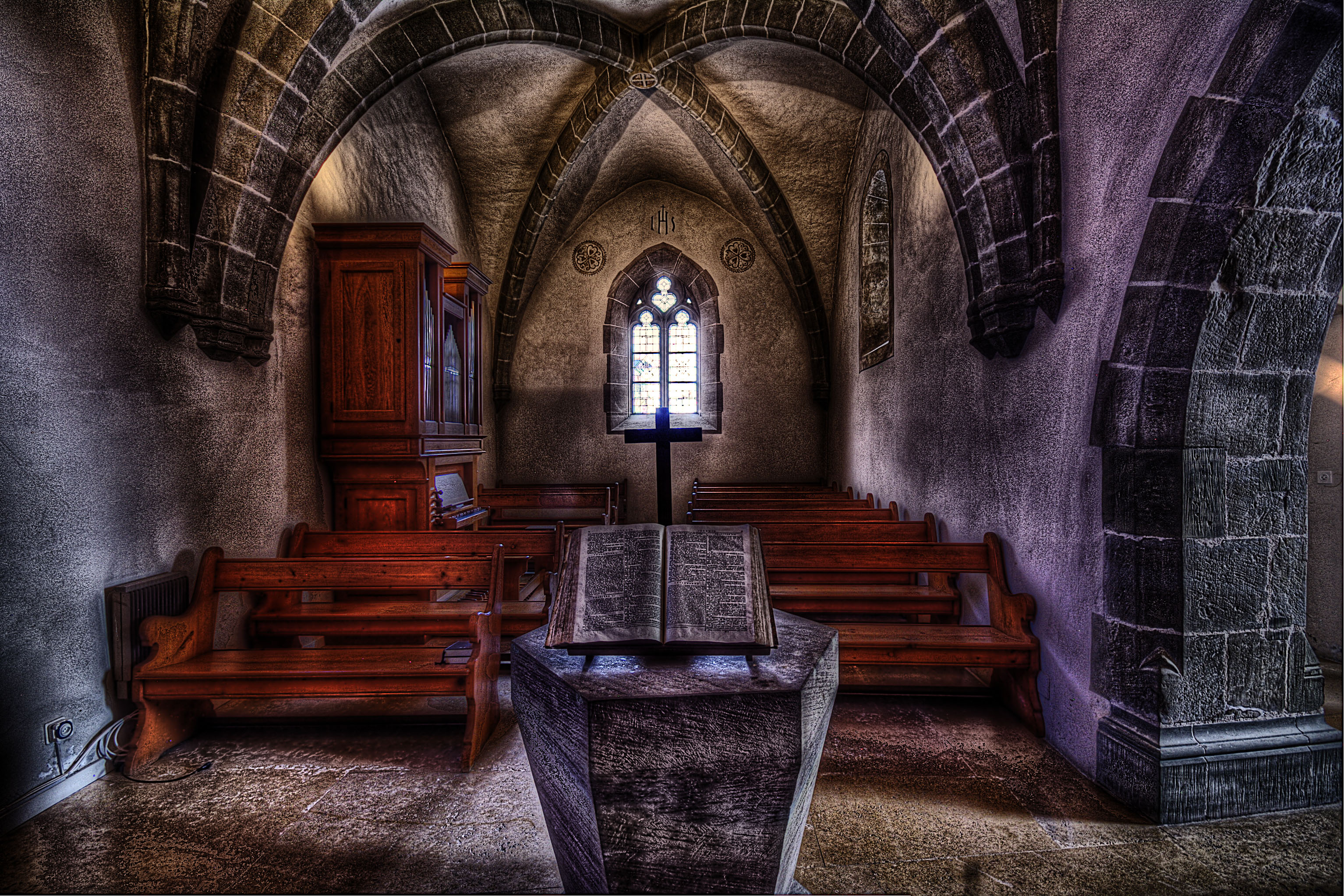
Interior de la iglesia de Lavigny.